# 河田和大
河田 和大（かわた かずひろ、1996年5月23日 - ）は、ジャパンラグビーリーグワン静岡ブルーレヴズに所属するラグビー選手。

## プロフィール
- 埼玉県出身。
- ポジションはプロップ(PR)。
- 身長 172 cm、体重 102 kg

## 略歴
高校からラグビーを始めた。
深谷高校卒業後、2016年、拓殖大学に入学。
2019年、拓殖大学ラグビー部の主将に就任した。
2020年、拓殖大学卒業後、ヤマハ発動機ジュビロ(現・静岡ブルーレヴズ)に加入。
2022年1月30日に行われたJAPAN RUGBY LEAGUE ONE第4節レッドハリケーンズ大阪戦にて途中出場で公式戦初出場を果たした。